# Sven Israelsson
Sven Israelsson (n. 17 ianuarie 1920, Järna⁠(d), Comitatul Dalarna, Suedia – d. 9 octombrie 1989) a fost un sportiv ce a reprezentat Suedia, medaliat olimpic. A participat la o ediție a Jocurilor Olimpice (1948) în care a câștigat o medalie de bronz.

## Participări
Lista de mai jos prezintă principalele competiții la care a participat Sven Israelsson de-a lungul carierei.
- Olympische Winterspiele 1948/Nordische Kombination[*]